# Morki
Morki (ros. Морки, mar. Морко) – osiedle typu miejskiego w środkowej Rosji, na terenie wchodzącej w skład tego państwa Republiki Mari El, we wschodniej Europie.
Miejscowość liczy 9795  mieszkańców (1 stycznia 2005 r.).